# دوهيم (باد كاليه)
دوهيم، باد كاليه (بالفرنسية: Dohem)‏ هي بلدية تقع في إقليم باد كاليه من منطقة نور با دو كاليه في شمال فرنسا. تبلغ مساحة هذه المدينة 9.16 (كم²)، وترتفع عن سطح البحر 136 م، يبلغ عدد سكانها 712 نسمة حسب إحصاء المعهد الوطني للإحصاء والدراسات الاقتصادية سنة 2009 م. وترأس Guy Hilmoine البلدية خلال فترة (2008-2014).